# Microenvironnement tumoral

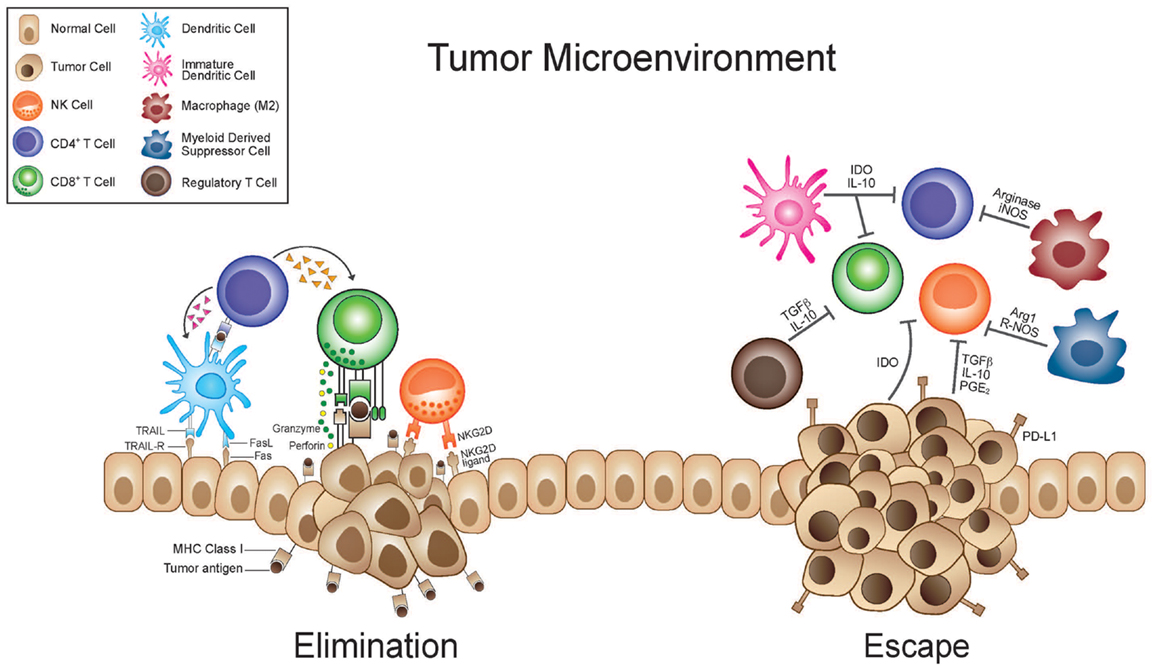
Plusieurs facteurs déterminent si les cellules tumorales sont éliminées par le système immunitaire ou échappent à sa détection.

Le microenvironnement tumoral (TME, pour tumor microenvironment) est l'environnement autour des cellules tumorales qui comprend des vaisseaux sanguins des cellules immunitaires, des fibroblastes, des molécules de signalisation et la matrice extracellulaire ,,,. Les tumeurs se définissent par la somme d'un microenvironnement tumoral et de cellules tumorales.
Les cellules tumorales et le microenvironnement tumoral sont étroitement liés et interagissent en permanence. Les cellules tumorales peuvent influencer le microenvironnement en libérant des signaux extracellulaires, en favorisant l'angiogenèse tumorale et en induisant une tolérance immunitaire périphérique, tandis que les cellules immunitaires du microenvironnement tumoral peuvent affecter la croissance et l'évolution des cellules cancéreuses,,.

## Histoire
L'importance d'un microenvironnement stromal, en particulier dans les tissus «blessés» ou en régénération, est reconnue depuis la fin des années 1800.
L'interaction entre la tumeur et son microenvironnement a été théorisée par Stephen Paget dès 1889. Cette théorie « de la graine et du sol » (seed and soil theory) postule que les métastases d'un cancer (« la graine ») s'installent parfois à certains sites anatomiques (« le sol ») sur la base de similitudes entre les sites de départ et d'arrivée de la métastase.
Le rôle de ce microenvironnement dans la modulation du système immunitaire est venu, par la suite, avec des découvertes portant sur l'immunité cellulaire adaptative.
En 1960, Klein et ses collègues ont étudié des souris ayant des sarcomes induits par le méthylcholanthrène (en). Chez ces souris, il a été montré qu'il existe une réponse immunitaire antitumorale dirigée contre les cellules métastatiques. Il a également été montré que cette immunité est médiée par des cellules issues des ganglions lymphatiques. Cette réponse immunitaire étudiée par Klein et ses collègues n'affectait toutefois pas la tumeur primaire. Ainsi, la tumeur primaire aurait établi un microenvironnement particulier, analogue à celui de certains tissus normaux.
À la suite de ces travaux, des expériences sur des souris menées par Halachmi et Witz ont montré que, pour une lignée donnée de cellules cancéreuses, une plus grande tumorigénicité était observable in vivo par rapport à la même souche inoculée in vitro,.
Une preuve de l'incapacité humaine d'une réponse immunitaire systémique pour l'élimination des cellules cancéreuses immunogènes a été fournie par les études de Boon en 1991. Boon a travaillé sur les antigènes (par exemple MAGE-A1) qui provoquent des réponses spécifiques des lymphocytes T CD8 + chez des patients atteints de mélanome. La coexistence d'un mélanome en progression avec des lymphocytes T dirigés contre ce mélanome n'implique pas implicitement l'existence d'une immuno-édition (une transformation de l'expression antigénique tumorale en réponse au système immunitaire), mais n'exclut pas la possibilité d'une immunosuppression par le TME.
La découverte de lymphocytes T spécifiques de mélanome chez les patients a conduit à une stratégie de transfert adoptif d'un grand nombre de lymphocytes infiltrant les tumeurs (TIL) (en) développés in vitro. Cette stratégie thérapeutique a prouvé que le système immunitaire a le potentiel de contrôler la progression des cancers.
Cependant, la thérapie cellulaire T adoptif  avec des lymphocytes infiltrant les tumeurs (TIL) (en) n'a pas eu le succès spectaculaire observé pour la thérapie cellulaire T adoptif avec des cellules T CD8 + spécifiques de virus.
Le  microenvironnement des tumeurs solides semble être fondamentalement différent de celui des leucémies, dans lesquelles des essais cliniques de thérapie cellulaire adoptive  avec des lymphocytes T chimériques récepteurs d'antigènes (CAR-T cells) ont démontré une grande efficacité.

## Vascularisation
80 à 90 % des cancers sont des carcinomes ou des cancers qui se forment à partir du tissu épithélial. Ce tissu n'est pas vascularisé, ce qui empêche les tumeurs de croître de plus de 2 mm de diamètre sans induire la formation de nouveaux vaisseaux sanguins. Ainsi, la nutrition des cellules cancéreuses nécessite une angiogenèse importante. Ainsi, le système vasculaire formé dans le microenvironnement tumoral diffère de celui des tissus normaux.

### Perméabilité et effet de rétention améliorés
L'effet de perméabilité et de rétention amélioré  désigne le fait que le système vasculaire tumoral n'est pas continu. Ainsi, les capillaires tumoraux permettent l'accumulation des molécules dans la circulation sanguine dans une plus grande mesure que dans les tissus normaux. Cet effet inflammatoire n'est pas observé que dans les tumeurs, mais également dans les zones hypoxiques du tissu cardiaque après un infarctus du myocarde,. On pense que la perméabilité de ce système vasculaire a plusieurs origines, notamment un défaut du nombre de péricytes et la présence d'une membrane basale particulière.

### Hypoxie

Stroma tumoral et matrice extracellulaire dans l'hypoxie.

Le microenvironnement tumoral est souvent hypoxique. À mesure que la masse tumorale augmente, les cellules tumorales s'éloignent du sang qui est une source de nutriment et d'O2. Bien que l'angiogenèse puisse réduire cet effet, la pression partielle d'oxygène est inférieure à 5 mm Hg dans plus de 50 % des tumeurs solides. À titre de comparaison, le sang veineux a une pression partielle d'oxygène à 40 mm Hg,.
L'environnement hypoxique conduit à une instabilité génétique, qui est associée à la progression du cancer. Cette progression implique notamment une inhibition par l'hypoxie des mécanismes de régulation de la réparation de l'ADN tels que les voies de réparation par excision de nucléotide (NER) et de réparation des mésappariements . En outre, l'hypoxie provoque la régulation à la hausse du facteur 1 alpha induit par l'hypoxie ), qui induit l'expression de VEGF et l'angiogenèse ou l'activation de gènes associés aux métastases. Ainsi, on peut observer en réponse à HIF1-α une migration cellulaire accrue et un remodelage de la matrice extracellulaire. D'un point de vue médical, l'activation de HIF1-α est associée à un mauvais pronostic.
Alors qu'un manque d'oxygène peut favoriser la glycolyse dans les cellules, certaines cellules tumorales subissent également une fermentation aérobie, dans laquelle elles forment préférentiellement du lactate à partir du glucose, indépendamment de la présence d'oxygène. C'est ce qu'on appelle l'effet Warburg. Ainsi, le microenvironnement extracellulaire est acide (pH 6,5–6,9), alors que les cellules cancéreuses elles-mêmes sont capables de rester neutres (pH 7,2–7,4). Il a été montré que cette acidité de la matrice extracellulaire induit une plus grande migration cellulaire in vivo et in vitro, éventuellement en favorisant la dégradation de la matrice extracellulaire,.

## Cellules stromales
En biologie du cancer, le stroma est défini comme les cellules non malignes présentes dans le microenvironnement tumoral. Le stroma peut représenter jusqu'à 90 % du volume d'une tumeur, les 10 % restants étant des cellules cancéreuses. De nombreux types de cellules sont présents dans le stroma, mais quatre types y sont particulièrement abondants :
- les fibroblastes ;
- les cellules T ;
- les macrophages ;
- les cellules endothéliales[21].

Le stroma entourant une tumeur réagit souvent à une intrusion par la mise en place d'une inflammation, de la même manière qu'un stroma de tissu sain pourrait réagir à une plaie. Cette inflammation peut favoriser l'angiogenèse, accélérer le cycle cellulaire et empêcher la mort cellulaire, ce qui augmente la croissance tumorale.

### Fibroblastes associés aux cancers
Les fibroblaste associé aux cancers sont un groupe hétérogène de fibroblastes dont la fonction est modifiée par les cellules cancéreuses et qui favorisent la carcinogenèse. Ces cellules sont généralement dérivées des fibroblastes normaux du stroma environnant mais peuvent également provenir de péricytes, de cellules musculaires lisses, de fibrocytes, de cellules souches mésenchymateuses ( souvent dérivées de la moelle osseuse). La transition épithélio-mésenchymateuse ou la transition mésenchymateuse endothéliale peuvent être impliquées dans la formation de ces fibroblastes associés aux cancers,,. Contrairement à leurs homologues normaux, les fibroblastes associés aux cancers ne ralentissent pas la croissance du cancer in vitro. Ils remplissent plusieurs fonctions qui favorisent la croissance tumorale. Ainsi, ils peuvent assurer la sécrétion de différents facteurs de croissance comme le facteur de croissance de l'endothélium vasculaire (VEGF), les facteurs de croissance des fibroblastes (FGF), le facteur de croissance dérivé des plaquettes (PDGF) ou d'autres signaux pro-angiogéniques. En outre, les CAF peuvent sécréter du TGF-β, qui est associé d'une part à la transition épithélio-mésenchymateuse qui permet la métastase, et d'autre part à l'inhibition des cellules T cytotoxiques (LT CD8+) et des cellules T tueuses naturelles (NKT). En tant que fibroblastes, les fibroblastes associés aux cancers sont capables de modifier la MEC pour inclure davantage de signaux de survie paracrine tels que l'IGF-1 et l'IGF-2. Ainsi, les fibroblastes associés aux cancers favorisent la survie des cellules cancéreuses. Les fibroblastes associés aux cancers sont également associés à l'effet Warburg inverse où ils effectuent une glycolyse aérobie et alimentent en lactate les cellules cancéreuses.
La combinaison de plusieurs marqueurs permet d'identifier les fibroblastes associés aux cancers. C'est le cas notamment de l'actine musculaire lisse α (αSMA), de la vimentine, du récepteur α du facteur de croissance dérivé des plaquettes (PDGFR-α), du récepteur β du facteur de croissance dérivé des plaquettes (PDGFR-β), de la protéine spécifique des fibroblastes 1 (FSP -1) et la protéine d'activation des fibroblastes (FAP). Aucun de ces facteurs n'est suffisant par lui-même pour différencier les fibroblastes associés aux cancers de toutes les autres cellules.

### Remodelage de la matrice extracellulaire (MEC)

HIF régule les interactions des cellules cancéreuses avec la MEC et la biosynthèse de la MEC

Les fibroblastes sont chargés de produire la plupart des molécules de collagène, de l'élastine, des glycosaminoglycane, des protéoglycane (par exemple, le perlécane ) et des glycoprotéines dans la MEC. Cependant, de nombreux fibroblastes sont transformés en CAF au cours de la carcinogenèse. Ainsi, la production de MEC diminue, et la MEC produite peut être dysfonctionnelle, car le collagène est tissé de manière lâche et non planaire, voire de façon incurvée. De plus, les fibroblastes associés aux cancers produisent des métalloprotéinases matricielles (MMP) qui clivent des protéines de la MEC. Les fibroblastes associés aux cancers sont également capables de perturber la MEC par la force, en générant une piste qu'une cellule de carcinome peut suivre. Dans les deux cas, la destruction de la MEC permet aux cellules cancéreuses de s'échapper de leur emplacement primaire et de pénétrer dans la circulation sanguine où elles peuvent ensuite métastaser.
La destruction de la MEC affecte également les cascades de signalisation cellulaire qui sont contrôlées par l'interaction entre des récepteurs transmembranaires et des constituants de la MEC. Par exemple, cette destruction expose des sites de liaison précédemment cachés. C'est le cas pour l'intégrine alpha-v beta-3 (αVβ3) que l'on trouve à la surface de cellules de mélanome et qui peut être ligaturé après la dégradation du collagène de la MEC, ce qui constitue un signal antiapoptotique de survie cellulaire pour les cellules de mélanome,. En outre, les produits de dégradation peuvent augmenter la tumorigénicité des cellules cancéreuses et ils pourraient être utilisables comme biomarqueurs. La MEC est une sorte d'"éponge" à facteurs de croissance. Ainsi, sa destruction libère des cytokines et des facteurs de croissance qui y sont stockés (par exemple le VEGF, le facteur de croissance basique des fibroblastes (bFGF), le facteurs de croissance analogues à l'insuline (IGF1 et IGF2), le TGF-β, l'EGF, le facteur de croissance de type EGF se liant à l'héparine (HB-EGF) ou encore et le facteur de nécrose tumorale (TNF)). Ces molécules de signalisation peuvent augmenter la croissance de la tumeur,.
Cependant, le clivage des composants de la MEC peut également libérer des cytokines qui inhibent la tumorigenèse. Par exemple, la dégradation de certains types de collagène peut libérer de l'endostatine, de la restine, de la canstatine et de la tumstatine (en), qui ont des fonctions antiangiogéniques (en).
Le remodelage de la MEC implique des modifications dynamiques de sa composition, de son organisation et de ses propriétés biomécaniques, entraînant des variations du module élastique du microenvironnement cellulaire., La rigidification de la MEC est associée à la progression tumorale,. Cette rigidification peut être partiellement attribuée aux fibroblastes associés aux cancers sécrétant de la lysyl oxydase (LOX), une enzyme de réticulation du collagène IV (que l'on trouve dans la MEC),.

## Cellules immunitaires

Cellules immunitaires associées aux tumeurs dans le microenvironnement tumoral (TME) dans des modèles de cancer (ici cancer du sein).

Points de contrôle immunitaire des actions immunosuppressives associées à des modèles de cancer (ici cancer du sein).

### Cellules suppressives de la lignée myéloïde et macrophages associés aux tumeurs
Les cellules suppressives de la lignée myéloïde (MDSCs) sont une population hétérogène de cellules ayant pour origine la lignée myéloïde et ayant le potentiel d'inhiber les réponses des lymphocytes T. Les MDSCs régulent la réparation des plaies et l'inflammation et se développent rapidement dans le cancer. Elles sont pour partie responsables des signes d'inflammation observés dans la plupart (voire tous) les sites tumoraux,. Les tumeurs peuvent produire des exosomes qui stimulent l'inflammation en étant perçus par les MDSC,. Ce groupe de cellules comprend des macrophages associés aux tumeurs (TAMs). Les TAMs sont au cœur du lien entre inflammation chronique et cancer. Les TAM sont notamment recrutés dans la tumeur en réponse à l'inflammation provoquée par la tumeur. Contrairement aux macrophages normaux, les TAMs ont un défaut d'activité cytotoxique. Il est possible d'induire la formation de TAMs in vitro en exposant des progéniteurs de macrophages à différentes cytokines régulatrices, comme l'interleukine 4 (IL-4) et l'interleukine 13 (IL-13). Les TAMs se regroupent dans les régions nécrotiques des tumeurs. Ils sont alors associés à la dissimulation des cellules cancéreuses vis-à-vis des cellules immunitaires normales car les TAMs sécrétent l'interleukine 10 (IL-10) qui favorise un environnement immunotolérant, les TAMs facilitant l'angiogenèse en sécrétant le facteur de croissance endothélial vasculaire (VEGF) et l’oxyde nitrique synthase (NOS), et ils soutiennent la croissance tumorale en sécrétant le facteur de croissance épidermique (EGF) et en remodelant la MEC. Les TAMs montrent une activation lente de NF-κB, ce qui permet l'inflammation couvante observée dans le cancer. Une quantité accrue de TAMs est associée à un mauvais pronostic,. Les TAMs représentent une cible potentielle pour de nouvelles thérapies contre le cancer.
L'utilisation d'exosomes pour délivrer des micro-ARN (miARN) favorisant l'invasion permettrait de manipuler les TAMs pour favoriser l'action du système immunitaire antitumoral dirigé contre des cellules cancéreuses, en particulier dans le cadre du cancer du sein,.

### Neutrophiles
Les neutrophiles sont des cellules immunitaires polymorphonucléaires qui sont des composants essentiels du système immunitaire inné. Ils font partie des premières cellules recrutées sur un site d'inflammation. Les neutrophiles peuvent s'accumuler dans les tumeurs et dans certains cancers, comme les adénocarcinomes pulmonaires. L'abondance des neutrophiles au site tumoral est associée à un mauvais pronostic,,.
Comparés aux 22 sous-ensembles de leucocytes infiltrant les tumeurs (TIL) (en), les neutrophiles sont particulièrement importants dans plusieurs cancers. Cette observation a été illustrée par une méta-analyse de milliers de tumeurs humaines d'histologies variées (appelée PRECOG ) dirigée par Ash Alizadeh et ses collègues de Stanford. Le nombre de neutrophiles (et de précurseurs de cellules myéloïdes) dans le sang peut être augmenté chez certains patients atteints de tumeurs solides,,.
Les expériences chez la souris ont principalement montré que les neutrophiles associés aux tumeurs présentent des fonctions pro-tumorales,,,,,, mais un plus petit nombre d'études montrent que les neutrophiles peuvent également inhiber la croissance tumorale et avoir une fonction antitumorale,.
Une raison à cette différence de fonction pourrait être l'hétérogénéité des populations de neutrophiles. Différents phénotypes de neutrophiles ont été identifiés dans les tumeurs,. Chez la souris, les neutrophiles et les cellules suppressives dérivées de la lignée myéloïde (MDSCs) sont souvent identifiés par les mêmes anticorps de surface cellulaire en utilisant la cytométrie en flux et il n'est pas facile de faire la différence entre ces deux populations, qui pourraient être différentes ou avoir des similitudes,.

### Lymphocytes infiltrant la tumeur
Les lymphocytes infiltrant les tumeurs sont des lymphocytes qui pénètrent dans une tumeur. Les TIL ont une origine commune avec les cellules myéloïdes et dérivent de cellules souches hématopoïétiques, mais ils divergent au cours de leur développement.
Les cellules cancéreuses induisent l'apoptose des cellules T activées en sécrétant des exosomes contenant des ligands de mort tels que FasL et TRAIL. De la même manière, les cellules cancéreuses peuvent désactiver la réponse cytotoxique normale des cellules tueuses naturelles (cellules NK),. Ainsi, les cellules cancéreuses semblent jouer un rôle important dans la limitation de l'activité des lymphocytes infiltrant les tumeurs.
La greffe autologue de lymphocytes infiltrant les tumeurs a été imaginée pour une utilisation thérapeutique mais ce traitement ne semble fonctionner que dans certains mélanomes.

### Cellules T
Des études précliniques ont été menées sur des souris pour comprendre la restriction de l'accumulation de lymphocytes T à proximité des cellules tumorales. Différentes cellules du MTE ont été associées à une restriction de l'accumulation des LT : des fibroblastes associés aux cancers, des TAMs et des cellules myélomonocytaires (comprenant plusieurs cellules suppressives de la lignée myéloïdes (MDSCs)). Le dépassement forcé de cette restriction, combiné à une injection d'un antagoniste du point de contrôle des lymphocytes T, a révélé des effets antitumoraux accrus. Le système vasculaire tumoral joue également un rôle actif dans la restriction de l'entrée des lymphocytes T dans le TME. Ainsi, les cellules du TME et la vascularisation tumorale inhibent le recrutement des lymphocytes T au niveau de la tumeur.
Les cellules T atteignent les sites tumoraux via la circulation sanguine. Le TME semble recruter dans le tissu sanguin d'autres cellules immunitaires plutôt que des cellules T.
L'un des mécanismes à l'origine de cette discrimination entre lymphocytes T et autres cellules immunitaires est la libération de chimiokines spécifiques de type cellulaire. Un autre mécanisme a pour origine la capacité du TME à faire des modifications post-traductionnelles des chimiokines. Par exemple, la genèse d'espèces réactives azotées (NOS) par les MDSC au sein du TME induit la nitration de CCL2 (N-CCL2), dont la forme non nitratée est impliquée dans l'adressage et l'extravasation des LTs. Cette nitration piège les lymphocytes T dans le stroma de différents cancers (côlon et prostate). N-CCL2 attire les monocytes.
Dans des essais cliniques, les inhibiteurs de nitration de CCL2 ont amélioré l'accumulation de TIL dans les modèles animaux correspondants et ont entraîné une efficacité améliorée de l'ACT.
Un autre inhibiteur des lymphocytes T semble être le ligand de Fas impliqué dans l'induction de l'apoptose (FasL). On le trouve dans le système vasculaire tumoral de plusieurs types de tumeurs, notamment les cancers de l'ovaire, du côlon, de la prostate, du sein, de la vessie et du rein. Des niveaux élevés de FasL au niveau de l'endothélium induisent le recrutement d'un petit nombre de lymphocytes T conventionnels CD8 +, mais d'un nombre abondant de lymphocytes T régulateurs (Treg ). Dans les modèles précliniques, l'inhibition de FasL permet d'augmenter le rapport entre les lymphocytes T rejetant la tumeur et les lymphocytes Treg, ce qui favorise la suppression tumorale dépendante des lymphocytes T conventionnels. L'inhibition de FasL améliore également l'efficacité des thérapies cellulaires adoptives (ACT).
Pour de nombreux cancers, une fréquence accrue Treg dans le microenvironnement tumoral est associée à un mauvais pronostic. Ce n'est cependant pas le cas du cancer colorectal qui présente une particularité ; une fréquence accrue de cellules Treg peut supprimer l'inflammation favorisée par la flore intestinale. La suppression de l'inflammation inhibe alors la croissance tumorale.
Dans le cancer de l'ovaire, des concentrations élevées de VEGF et l'expression du ligand immunorégulateur B7H3 (CD276) ou du récepteur de l'endothéline B (ETBR) dans les vaisseaux sanguins tumoraux ont été associées à une diminution de l'infiltration des lymphocytes T et donc à un mauvais pronostic. L'inhibition pharmacologique de l'ETBR augmente l'adhésion des lymphocytes T aux cellules endothéliales. Cette adhésion est dépendante de la molécule d'adhésion intercellulaire-1 (ICAM-1). Cette inhibition de l'ETBR induit ainsi l'augmentation du nombre de TIL chez la souris et une réponse tumorale associée à un meilleur pronostic.
Les inhibiteurs antiangiogéniques (en) ciblant le VEGF et son récepteur VEGFR2 (approuvé pour le traitement de plusieurs cancers) induisent un retour à un phénotype de tissu sain des vaisseaux sanguins présents dans les tumeurs. C'est ce qu'on appelle la normalisation vasculaire. Ce retour à un phénotype sain des vaisseaux sanguins de la tumeur, à son tour, augmente les TIL et améliore l'ACT et l'efficacité de vaccins dans des modèles précliniques. En outre, le VEGF altère la maturation des cellules dendritiques (DCs), offrant un autre moyen d'améliorer les réponses immunitaires intratumorales.
En supprimant le régulateur de la signalisation de la protéine G, Rgs5 permet de diminuer les fuites des vaisseaux sanguins et l'hypoxie, ce qui augmente l'infiltration des lymphocytes T dans les tumeurs neuroendocrines pancréatiques de la souris, prolongeant ainsi la survie des animaux. La normalisation vasculaire dans la tumeur est donc probablement plus efficace en clinique que la destruction des vaisseaux. Il a été rapporté que l'administration ciblée du facteur de nécrose tumorale-α (TNF-α) normalise les vaisseaux sanguins tumoraux, augmente l'infiltration des lymphocytes T CD8 + et améliore les thérapies vaccinales et les thérapies cellulaires adoptives (ACT), contrairement à l'effet des cytokines inflammatoires interféron-γ (IFN-γ).

#### Expansion
Les lymphocytes T doivent se multiplier après leur arrivée au site de la tumeur, ce qui :
- augmente leur nombre,
- assure leur survie vis-à-vis des éléments hostiles du TME,
- permet leur migration à travers le stroma vers les cellules cancéreuses.

Le TME entrave ces trois activités. On pense que la multiplication clonale des lymphocytes T a lieu dans les ganglions lymphatiques drainants, bien que cette multiplication puisse également se produire dans la tumeur. Ainsi, des modèles précliniques suggèrent que le TME est un site de clonage des lymphocytes T spécifiques du cancer et que la réponse réplicative des lymphocytes T CD8 + y est orchestrée par des cellules dendritiques CD103 +, Baft3-dépendantes. Ces cellules dendritiques (DCs) peuvent présenter efficacement les antigènes des cellules cancéreuses, suggérant que les interventions thérapeutiques qui favorisent l'accumulation de CD103 + contribuent au contrôle de la tumeur. Parmi ces stratégies, l'une consiste à injecter chez le patient des anticorps dirigés contre le récepteur de l'interleukine-10 (IL10R). Dans un modèle murin de carcinome mammaire, un traitement de ce type a neutralisé les effets de l'IL10 produite par les TAMs, soulagé la suppression de la production d'IL12 par les DC intratumorales, et amélioré les effets antitumoraux dépendants des lymphocytes T CD8+.
Un résultat similaire a été obtenu en neutralisant le facteur 1 stimulant les colonies de macrophages (MCSF1). Ce traitement a altéré l'accumulation intratumorale des TAMs.
Une autre stratégie est l'administration de complexes anticorps-interféron-β (IFN-β) qui activent les DCs intratumorales pour présenter de manière croisée l'antigène aux lymphocytes T CD8+. Ces anticorps sont ciblés contre des récepteurs oncogéniques tels que le récepteur du facteur de croissance épidermique (EGFR).
Une éradication de la tumeur a été observée par la neutralisation de PD-L1 (qui est également exprimé par les DCs en réponse à l'IFN-β). La fonction des DCs peut aussi être affectée par les conditions hypoxiques du TME, qui induit l'expression de PD-L1 sur les DCs et sur d'autres cellules myélomonocytaires en raison des facteurs inductibles par l'hypoxie -1α (HIF-1α) se liant directement à un élément sensible à l'hypoxie dans le promoteur du gène PD-L1.
Même la glycolyse aérobie des cellules cancéreuses peut inhiber les réactions immunitaires locales en augmentant la production de lactate, ce qui induit une polarisation des macrophages vers le phénotype M2. Une transition phénotypique M1 à M2 des macrophages intratumoraux a été rapportée après l'induction de l'apoptose des cellules cancéreuses dans les tumeurs stromales gastro-intestinales humaines et murines par l'imatinib, inhibiteur de l'oncoprotéine KIT.
Cependant, la désignation des états de polarisation M1 et M2 simplifie à l'excès la complexité de la biologie des macrophages, qui sont très hétérogènes. Au moins six sous-populations de TAMs différentes sont connues. Par conséquent, la description du phénotype des TAM présents dans le TME est très importante.
Le TME peut également altérer directement la prolifération intratumorale des lymphocytes T. L'indole 2,3-dioxygénase (IDO) - une enzyme qui peut être produit par les DCs, les MDSCs et les cellules cancéreuses - catabolise le tryptophane et génère de la kynurénine. La privation de tryptophane et la genèse de son produit catabolique inhibent l'expansion clonale des lymphocytes T. L'IDO favorise aussi la conversion des cellules Tconv en cellules Treg et augmente l'expression de l'IL-6, ce qui augmente l'activité des MDSCs. Ainsi, un défaut génétique en IDO1 est associé à :
- une réduction de la charge tumorale,
- une diminution du nombre de métastases,
- à une survie améliorée dans les modèles murins de cancer du poumon et du sein.

Le potentiel thérapeutique de l'inhibition de l'IDO, en association avec un anti-CTLA-4 a été démontré dans le modèle de mélanome B16. Dans ce modèle, le traitement a été associé à une augmentation de la présence de lymphocytes T intratumoraux.
En outre, la capacité d'IDO à bloquer la reprogrammation des cellules Treg en cellules auxiliaires Tconv inhibe également la réponse immunitaire. Cette suppression implique l'activation par la présence d'IDO du facteur de transcription Eos et la transcription de gènes en réponse à Eos.

#### Apoptose
Le TME peut diminuer la survie des lymphocytes T. IDO et PD-L1 peuvent notamment induire l'apoptose des lymphocytes T. Les cellules myélomonocytaires libèrent des produits inducteurs de l'apoptose. Par exemple, le ligand de Fas (FasL), le facteur nécrosant des tumeurs (TNF-α) et le ligand induisant l'apoptose lié au TNF (TRAIL) ont été associés à une production par les cellules myélomonocytaires. Ppp2r2d est un autre régulateur clé induisant l'apoptose des lymphocytes T et inhibant la prolifération des lymphocytes T.

#### TAMs et MDSCs
Le ciblage des TAMs intratumoraux et des MDSCs peut également réduire la charge tumorale dans les modèles précliniques. Cette réduction se fait à la fois de manière dépendante des cellules T et de manière indépendante des cellules T. Par exemple, l'inhibition du récepteur de chimiokine de type 2 (CCR2), celle du récepteur du facteur de stimulation des colonies 1 (CSF-1R) et celle du facteur de stimulation des colonies de granulocytes macrophages (GM-CSF) dans des modèles précliniques de mélanome, de cancer du pancréas, de cancer du sein et de cancer de la prostate augmente la quantité de cellules T et permet une restriction de la croissance tumorale. Cet effet est optimisé par la présence d'anti-CTLA-4 ou d'anti-PD-1/PD-L1. Ces études n'ont pas permis de déterminer si les augmentations de la quantité de lymphocytes T étaient une conséquence d'une plus grande survie de ces lymphocytes ou d'une division cellulaire plus rapide.
L'inhibition du CSF-1R dans un modèle préclinique de glioblastome et dans des xénogreffes de gliome dérivées de patients a augmenté la survie des modèles précliniques et a réduit la charge tumorale. Cette réduction s'est faite de façon apparemment indépendante des lymphocytes T, en corrélation avec une reprogrammation des macrophages à partir d'un phénotype M2 vers un phénotype M1. En accord avec cette observation, un activateur des TAMs (un anticorps agoniste du CD40 en association avec le gemcitabine, un médicament chimiothérapeutique) permet de supprimer la croissance de PDA de souris, indépendamment des lymphocytes T. Ces données suggèrent que les macrophages stimulés pourraient avoir des fonctions anticancéreuses.
Parmi les acteurs cellulaires et tissulaires du microenvironnement tumoral, il a été montré que les cellules B régulent les phénotypes TAMs pour des carcinomes épidermoïdes. De façon cohérente avec cette donnée, la déplétion des cellules B reprogramme les TAMs, réduisant notamment l'inhibition des cellules CD8+ dont ils sont responsables et améliorant la réponse à la chimiothérapie.

#### Distribution spatiale
Les CAFs restreignent la distribution des lymphocytes T de deux façons.
Premièrement, les CAFs peuvent physiquement exclure les lymphocytes T, grâce à leur matrice extracellulaire. Ainsi, la motilité des lymphocytes T est plus élevée dans les régions où la fibronectine et le collagène sont peu denses par rapport à leur motilité dans les zones où une MEC dense entoure des nids tumoraux. Dans des travaux expérimentaux visant à réduire la rigidité de la matrice, l'ajout de collagénase augmente le mouvement des lymphocytes T, favorisant leur contact avec les cellules cancéreuses. Un résultat similaire est obtenu si on induit l'expression de chimiokine CCL5 dans des cellules tumorales, cette chimiokine étant impliquée dans le recrutement des lymphocytes T.
Deuxièmement, les CAFs peuvent également exclure les lymphocytes T via la biosynthèse de CXCL12. Expérimentalement, l'appauvrissement en CAFs spécifiquement au sein du stroma d'une tumeur permet aux lymphocytes T de contrôler rapidement la croissance tumorale. Ce résultat a été observé pour une tumeur ectopique transplantée et pour un adénocarcinome canalaire pancréatique autochtone (PDA). Cependant, la déplétion en CAFs doit être limitée au TME, car les CAFs assurent des fonctions essentielles dans plusieurs tissus normaux. La reprogrammation de cellules FAP + dans le TME avec un analogue de la vitamine D permet de neutraliser les CAFs spécifiquement. Une autre approche peut impliquer un blocage du mécanisme immunosuppresseur des CAFs. Dans un modèle préclinique de souris PDA, les FAP + CAFs produisent la chimiokine CXCL12, qui est liée aux cellules cancéreuses PDA. Étant donné que les cellules stromales FAP + s'accumulent également dans les lésions inflammatoires non cancéreuses, ce « revêtement » de cellules cancéreuses peut refléter un moyen par lequel les cellules épithéliales « blessées » se protègent contre les attaques du système immunitaire. L'administration d'un inhibiteur du récepteur CXCL12 (le récepteur CXCR4) provoque une multiplication rapide des lymphocytes T au sein du microenvironnement tumoral, arrête la croissance tumorale et stimule la sensibilité tumorale à l'anti-PD-L1.

## Implications cliniques

### Développement de médicaments
Généralement, les screenings thérapeutiques à haut débit des cancers sont effectués in vitro sans considérer le TME. Cependant, des études évaluent également les effets des cellules stromales de soutien et leur rôle dans la résistance au traitement. Ces études ont révélé des cibles thérapeutiques intéressantes dans le TME dont certaines intégrines et chimiokines. Celles-ci ont été omises par les dépistages initiaux des médicaments anticancéreux et pourraient également aider à expliquer pourquoi si peu de médicaments sont efficaces in vivo.
L'utilisation de véhicules nanoporteurs (~ 20–200 nm de diamètre) pourrait permettre de transporter des médicaments et d'autres molécules thérapeutiques. Ces formes de thérapies peuvent être ciblées pour avoir une extravasation adressée uniquement au système vasculaire tumoral grâce à l'effet de perméabilité et de rétention améliorée (EPR) qui caractérise les vaisseaux sanguins tumoraux. Les nanoporteurs sont désormais considérés comme la pierre angulaire de la thérapie ciblée contre le cancer, car ils permettent de cibler des tumeurs hypovascularisées, telles que les tumeurs de la prostate et du pancréas,.
Les véhicules nanoporteurs incluent les capsides protéiques et les liposomes. Cependant, comme certains tissus normaux importants, tels que le foie et les reins, ont également un endothélium fenêtré similaire à l'endothélium des tumeurs, la taille du nanoporteur (10-100 nm) et la charge (anionique ou neutre) doivent être prises en compte. Une plus grande rétention est observée dans les tumeurs lorsque les nanoporteurs utilisés sont plus grands que 100 nm. Il est à noter qu'à l'inverse des vaisseaux sanguins, les vaisseaux lymphatiques ne se développent généralement pas avec la tumeur, ce qui entraîne une augmentation de la pression du liquide interstitiel, ce qui peut bloquer l'accès à la tumeur pour les nanoporteurs,.

### Thérapies

#### Anticorps
Le bevacizumab a été approuvé pour une utilisation clinique aux États-Unis dans le traitement de différents cancers. Cet anticorps monoclonal cible le VEGF-A, qui est produit à la fois par les CAFs et les TAMs, ralentissant ainsi l’angiogenèse.
Le ciblage des récepteurs membranaires immunorégulateurs a été un succès thérapeutique chez certains patients atteints de mélanome, de carcinome pulmonaire non à petites cellules, de cancer urothélial de la vessie et de cancer des cellules rénales. Chez la souris, la thérapie anti-CTLA-4 conduit à l'élimination de la tumeur des cellules T régulatrices Foxp3+ (cellules Treg) dont la présence peut altérer la fonction des cellules T effectrices (Tconv) De même, la thérapie anti-PD-1/anti-PD-L1 bloque le récepteur PD-1 inhibiteur.
D'autres inhibitions réalisées par le TME, potentiellement plus importantes que celles pour lesquelles on a des inhibiteurs doivent encore être surmontées pour avoir une thérapeutique efficace. C'est le cas notamment pour certains cancers colorectaux, pour le cancer de l'ovaire, le cancer de la prostate et l'adénocarcinome pancréatique ductal (PDA). Le TME semble notamment participer à l'exclusion des cellules T tueuses du voisinage des cellules cancéreuses.

#### Inhibiteurs de kinases
De nombreuses autres petites molécules inhibitrices de kinases bloquent sur les cellules tumorales les récepteurs des facteurs de croissance libérés par d'autres cellules du TME. Cela rend ainsi la cellule cancéreuse sourde à une grande partie de la signalisation paracrine produite par les CAFs et les TAMs. Ces inhibiteurs comprennent le sunitinib, le pazopanib, le sorafenib et l’axitinib, qui inhibent tous les récepteurs du facteur de croissance dérivé des plaquettes (PDGF-R) et les récepteurs du VEGF (VEGFR). Il a également été démontré que le cannabidiol (un dérivé du cannabis sans effets psychoactifs) inhibe l'expression du VEGF dans le sarcome de Kaposi, qui touche de nombreux patients atteints du SIDA. En outre, le natalizumab est un anticorps monoclonal qui cible l'intégrine VLA-4 responsable de forme d'adhésion cellulaire. Cet anticorps possède une activité in vitro prometteuse dans les lymphomes et les leucémies à cellules B.
Enfin, la trabectédine a des effets immunomodulateurs qui inhibent les TAM.

#### Liposomes
Les formulations de liposomes encapsulant des médicaments anticancéreux pour une absorption sélective par les tumeurs via l'effet de perméabilité et de rétention améliorée (EPR) incluent le Doxil et le Myocet, qui ont été tous les deux utilisés pour encapsuler la doxorubicine (un intercalant d'ADN qui est utilisé de façon courant en chimiothérapie) ; le DaunoXome, utilisé pour encapsuler la daunorubicine (un intercalant d'ADN similaire) ; et Onco-TCS, utilisé pour encapsuler la vincristine (une molécule qui induit la formation de microtubules, ce qui dérégule la division cellulaire). Une autre nouvelle utilisation de l'effet de pérméabilité et de rétention améliorée (EPR) a été mise en œuvre en utilisant du paclitaxel lié aux protéines (commercialisé sous le nom Abraxane). Dans cette formulation, le paclitaxel est lié à l'albumine pour faciliter l'administration du composé.